# Joseph Dalton Hooker

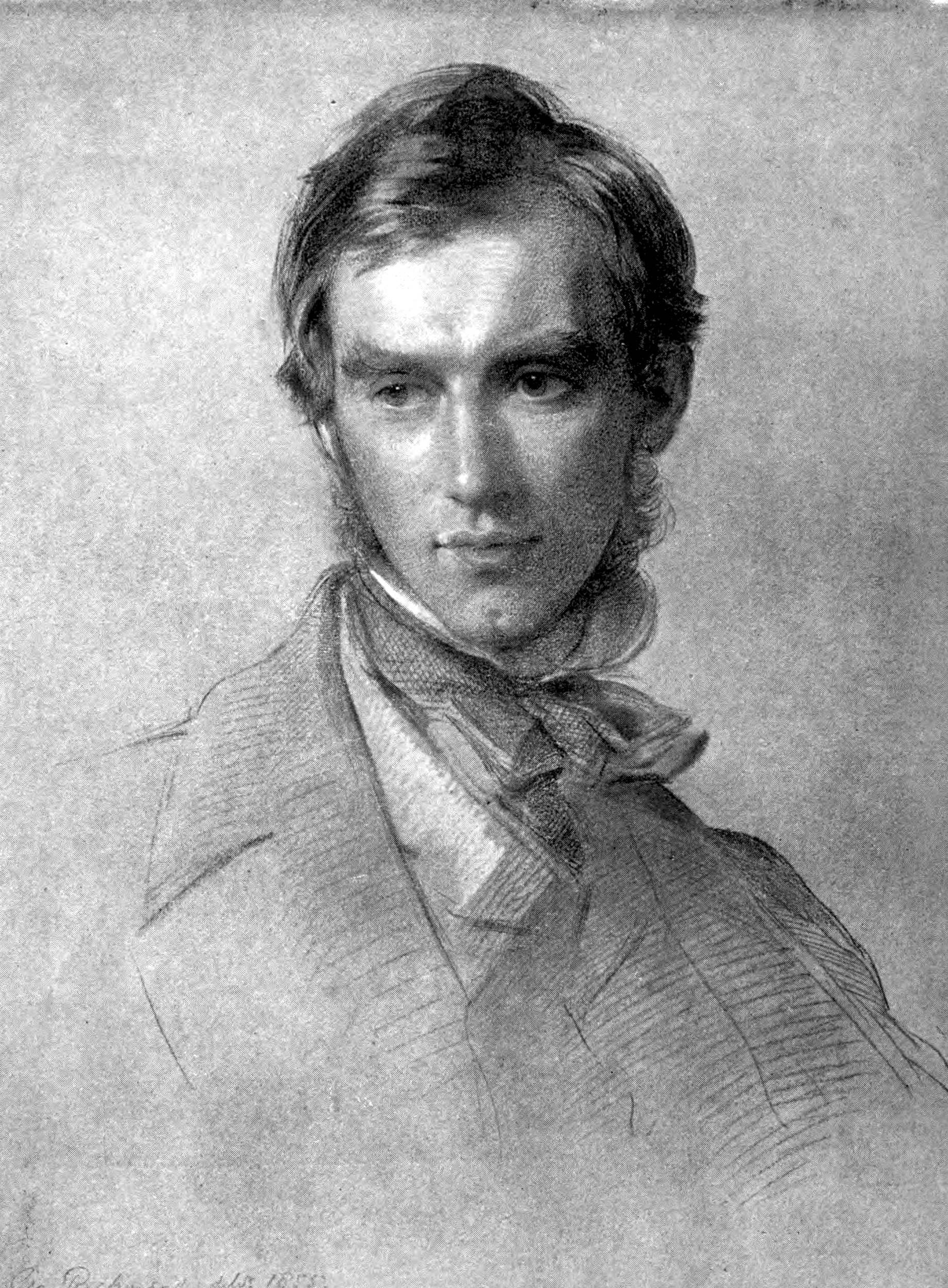
Joseph Dalton Hooker (1855) nach einem Porträt von George Richmond (1809–1896)

Sir Joseph Dalton Hooker (* 30. Juni 1817 in Halesworth, Suffolk; † 10. Dezember 1911 in Sunningdale, Berkshire) war ein englischer Botaniker. Sein offizielles botanisches Autorenkürzel lautet „Hook.f.“

## Leben und Wirken
Joseph Dalton Hooker war der zweite Sohn von William Jackson Hooker und dessen Frau Maria Sarah Turner (1797–1872). Er besuchte gemeinsam mit seinem älteren Bruder William zunächst die Glasgow High School. 1832 begannen beide an der University of Glasgow zu studieren. 1839 wurde er dort zum Doktor der Medizin (M.D.) promoviert. Ab 1839 nahm er als Arzt und Naturwissenschaftler unter Kapitän James Clark Ross an der drei Jahre dauernden Ross-Expedition teil, bereiste die Südpolregion und arbeitete über die Floren der Antarktis, Neuseelands und Tasmaniens. Er gehörte zu den Pionieren der Landbrücken-Hypothese: Zur Erklärung der Verbreitung von ähnlichen Blütenpflanzen in Südamerika und Australien nahm er an, dass die Kontinente einst durch eine seitdem überflutete Landbrücke verbunden waren. Von 1847 bis 1851 bereiste er Indien, 1860 Palästina, 1871 Marokko und 1877 die Vereinigten Staaten. Er entdeckte unter anderem die Kannenpflanze Nepenthes rajah und beschrieb die Welwitschie.

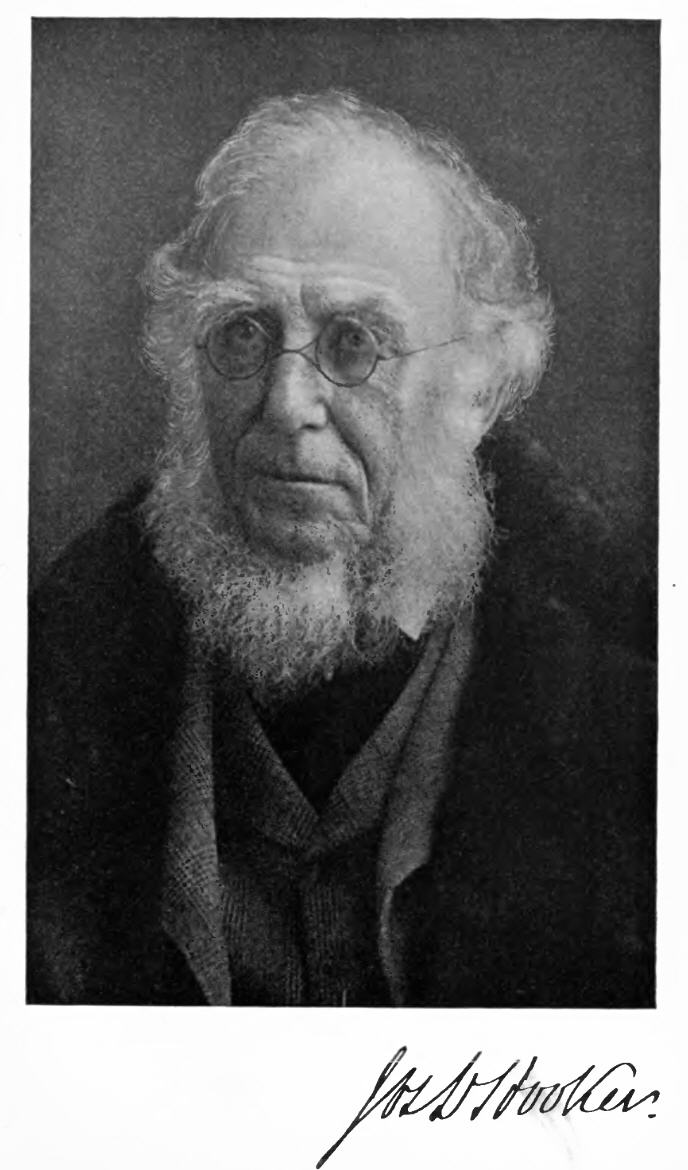
Hooker um 1908

Von 1865 bis 1885 war er Direktor des Royal Botanic Garden in Kew. Daneben war er lange Zeit Herausgeber und Mitarbeiter der Zeitschriften Curtis’s Botanical Magazine (von 1865 bis 1904) und Hooker’s Icones plantarum (von 1867 bis 1890).
Hooker lernte nach Abschluss der Südpolexpedition Charles Darwin kennen und übernahm die Klassifikation der von Darwin auf den Galápagos-Inseln gesammelten Pflanzen. Die beiden Wissenschaftler wurden enge Freunde und Hooker stand Darwin seitdem mit Rat und Tat zur Seite. Zusammen mit Thomas Huxley verteidigte er am 30. Juni 1860 an der University of Oxford während der „Huxley-Wilberforce-Debatte“ Darwins Schrift Die Entstehung der Arten (On the Origin of Species). Kurz vor seinem Tod im Jahr 1882 betraute Darwin Hooker mit der Gesamtverantwortung für die Erstellung des Index Kewensis, einem Index aller zwischen 1753 und 1885 publizierten Namen von Blütenpflanzen. Als Autor und Bearbeiter beauftragte Hooker den Sekretär der Linnean Society of London, Benjamin Daydon Jackson.
Nach Hookers Tod boten der Dekan und das Kapitel von Westminster Abbey seiner Familie eine Beisetzung nahe dem Grab Darwins an, verlangten aber, dass Hookers Leichnam dafür eingeäschert würde. Seine Witwe Hyacinth lehnte beides ab, und Hooker wurde gemäß seinen Wünschen neben seinem Vater auf dem Friedhof der St. Anne’s Church in Kew Green nahe den Royal Botanic Gardens beigesetzt.

## Ehrungen (Auswahl)
- 1845: Mitglied der Leopoldina
- Am 22. April 1847 wurde Hooker als Mitglied („Fellow“) in die Royal Society gewählt.[3]
- 1854: Royal Medal der Royal Society
- 1854: Korrespondierendes Mitglied der Preußischen Akademie der Wissenschaften
- 1859: Korrespondierendes Mitglied der Russischen Akademie der Wissenschaften
- 1865: Auswärtiges Mitglied der Akademie der Wissenschaften zu Göttingen
- 1865: Auswärtiges Mitglied der Bayerischen Akademie der Wissenschaften
- 1866: Mitglied der American Academy of Arts and Sciences
- 1869: Mitglied der American Philosophical Society[4]
- 1872: Assoziiertes Mitglied der Académie royale des Sciences, des Lettres et des Beaux-Arts de Belgique[5]
- 1875: Auswärtiges Mitglied der Accademia Nazionale dei Lincei in Rom
- 1877: Knight Commander des Order of the Star of India, damit Erhebung in den Adelsstand
- 1883: Mitglied der National Academy of Sciences
- 1883: Ehrenmitglied (Honorary Fellow) der Royal Society of Edinburgh
- 1885: Clarke-Medaille der Royal Society of New South Wales
- 1885: Auswärtiges Mitglied der Königlich Niederländischen Akademie der Wissenschaften
- 1887: Copley-Medaille der Royal Society
- 1888: Linné-Medaille der Linnean Society of London
- 1892: Darwin-Medaille der Royal Society
- 1897: Knight Grand Commander des Order of the Star of India
- 1900: Cothenius-Medaille der Leopoldina
- 1902: Pour le Mérite für Wissenschaften und Künste
- 1904: Auswärtiges Mitglied der Preußischen Akademie der Wissenschaften
- 1907: Order of Merit

Nach Hooker sind das Kap Hooker, der Hooker-Gletscher und der Mount Hooker in der Antarktis benannt. Auch der Hooker-Gletscher in Neuseeland trägt seinen Namen.
Nach Hooker benannt sind Hookerella Tiegh. aus der Familie der Riemenblumengewächse (Loranthaceae), Hookerina Kuntze aus der Familie der Wasserhyazinthengewächse (Pontederiaceae), Hookerochloa E.B.Alexeev aus der Familie der Süßgräser (Poaceae) und Josephia Wight aus der Familie der Orchideen (Orchidaceae).

## Schriften (Auswahl)

### Bücher
- The botany of the Antarctic voyage of H.M. discovery ships Erebus and Terror in the Years 1839–1843 under the command of Captain Sir James Clark Ross. 3 Bände, London 1844–1860, (online)
  - Band 1 Flora Antarctica. Reeve Brothers, London 1844–1847.
  - Band 2 Flora Novae-Zelandiae. Lovell Reeve, London 1851–1853.
  - Band 3 Flora Tasmaniae. Lovell Reeve, London 1860.
- Introductory essay to the Flora Novae-Zelandiae. Lovell Reeve, London 1853, (online).
- Himalayan Journals, or notes of a naturalist, in Bengal, the Sikkim and Nepal Himalayas, Khasia Mountains… John Murray, London 1854 (2 Bände, doi:10.5962/bhl.title.60447).
- Illustrations of Himalayan plants: Chiefly selected from drawings made for the late J.F. Cathcart, Esq.re of the Bengal Civil Service. The descriptions and analyses by J. D. Hooker; the plates executed by W. H. Fitch. L. Reeve, London 1855, (online).
- On the flora of Australia: Its origin, affinities, and distribution; Being an introductory essay to the Flora of Tasmania. Lovell Reeve, London 1859, (online).
- Handbook of the New Zealand flora. A Systematic Description of the Native Plants of New Zealand and the Chatham, Kermadec's, Lord Auckland's, Campbell's, and Macquarrie's Islands … as well as those of the Chatham, Kermadec, Auckland, Campbell and Macquarrie Islands. Lovell Reeve, London 1864–1867, (online).
- Presidential Address to the British Association for the Advancement of Science. Fletcher & Son, Norwich 1868.
- The Student’s Flora of the British Islands. 1. Auflage, Macmillan & Co, London 1870, (online).
- The Flora of British India. 7 Bände, L. Reeve, London 1875–1897, (online)
- Reply to the Toast The Medallists. Anniversary dinner of the Royal Society. Royal Society of London, London 1887.

Mit Thomas Thomson:
- Flora indica: Being a systematic account of the plants of British India, together with observations on the structure and affinities of their natural orders and genera. W. Pamplin, London 1855, (online).

Mit George Bentham:
- Genera plantarum. Ad exemplaria imprimis in Herberiis Kewensibus servata definita. A. Black, London 1862–1883, (online).

### Zeitschriftenbeiträge
- On the vegetation of the Galapagos Archipelago, as compared with that of some other tropical islands and of the Continent of America. In: Transactions of the Linnean Society of London. Band 20, Nummer 2, Dezember 1847, (1851), S. 235–262, doi:10.1111/j.1096-3642.1846.tb00417.x.
- Obituary of Edward Forbes. In: The Gardeners’ Chronicle and Agricultural Gazette. Band 48, 2. Dezember 1854, S. 771–772, (online).
- Botanical Geography. In: The Gardeners’ Chronicle and agricultural Gazette. Nummer 12, 22. März 1856, S. 192–193, (online).
- Notice of Alphonse de Candolle’s Géographie Botanique Raisonée. In: Hooker’s Kew Journal of Botany. Band 8, 1856, S. 54–64, S. 82–88, S. 112–121, S. 151–157, S. 181–191, S. 214–219, S. 248–256.
- [Review of] On the origin of species. In: The Gardeners’ Chronicle and Agricultural Gazette. 31. Dezember 1859. S. 1052, (online).
- Outlines of the distribution of Arctic Plants. In: Transactions of the Linnean Society of London. Band 23, Nummer 2, Dezember 1861, S. 251–348, doi:10.1111/j.1096-3642.1860.tb00131.x.
- Insular Floras. In: The Gardeners’ Chronicle and Agricultural Gazette. 1867, S. 6–7, S. 27, S. 50–51, S. 75–76. (Reprint In: Biological Journal of the Linnean Society. Band 22, 1984, S. 55–77, doi:10.1111/j.1095-8312.1984.tb00799.x.)
- Dr. Hooker's Reply to Prof. Owen. In: Nature. Band 6, 24. Oktober 1872, S. 516–517, doi:10.1038/006516c0, (online).
- Report of the Director on the Royal Gardens, Kew, during the Year 1871. In: Gardener’s Chronicle Nummer 19, S. 634–635.